# Gabrielle Messier
Marie Justine Gabrielle Messier, née le 4 décembre 1904 à Saint-Hilaire et morte le 23 mars 2003 à Chandler est une artiste-peintre québécoise et fondatrice de l'école Ozias Leduc.

## Biographie
D'abord élève d'Ozias Leduc en 1940, elle devient son unique assistante en 1942. Elle a particulièrement œuvré à la décoration de l'église Notre-Dame de la Présentation à Shawinigan-Sud de 1942 à 1955. Le Musée national des beaux-arts du Québec, le Musée d'art de Joliette et le Musée d'art de Mont-Saint-Hilaire possèdent quelques-unes de ses œuvres.